# Michael Modest
Michael K. Cariglio (nascido em 19 de julho de 1971) é um lutador americano de wrestling profissional, mais conhecido pelo seu nome artístico Michael Modest (por vezes abreviado para Mike Modest). A lenda da Bay Area na cena do circuito independente, Modest já atual para a promoção Pro Wrestling IRON com o parceiro de dupla Donovan Morgan e Frank Murdoch até ao seu encerramento em 2005. Modest também já lutou no Japão pela Pro Wrestling Noah, vencendo o GHC Junior Heavyweight Championship depois de derrotar Yoshinobu Kanemaru. Ele também lutou no Canadá, México e Irlanda. Ele é talvez melhor conhecido por sua aparição no documentário de wrestling Beyond the Mat, e também apareceu no filme Ready to Rumble.

## No wrestling
- Movimentos de finalização
  - Modest Driver[1] (Half nelson levantando e caindo em um bridging Olympic slam)
  - Reality Check[1] (Over the shoulder back to belly piledriver)

- Movimentos secundários
  - Diving knee drop[1]
  - Exploder suplex[1]
  - Fisherman buster[1]
  - Handstand frankensteiner[1] a um adversário sentado no topo do canto do ringue
  - Reverse chokeslam facebuster[1]
  - Running Death Valley driver[1]
  - Russian legsweep[1]
  - Stunner[1]
  - Swinging fisherman suplex,[1] às vezes da corda superior[1]

## Campeonatos e prêmios
- All Pro Wrestling
  - APW Worldwide Internet Championship (1 vez)[4]
  - APW Tag Team Championship (2 vezes) – with Steve Rizzono (1) e Tony Jones (1)[5]
  - APW Universal Heavyweight Championship (5 vezes)[6]

- Future Stars of Wrestling
  - FSW Heavyweight Championship (1 vez)

- Pennsylvania Championship Wrestling
  - PCW Heavyweight Championship (1 vez)[7]

- Pro Wrestling Illustrated
  - PWI classificou-o em #58 dos 500 melhores lutadores do ano na PWI 500 em 2003[8][9]

- Pro Wrestling IRON
  - PWI Tag Team Championship (1 vez) – com Donovan Morgan[10]

- Pro Wrestling NOAH
  - GHC Junior Heavyweight Championship (1 vez)[11]

- Stampede Wrestling
  - Stampede North American Heavyweight Championship (1 vez)[12]
  - Stampede Pacific Heavyweight Championship (1 vez)[13]